# Caitlin McFarlane
Caitlin McFarlane, född 22 mars 2002, är en fransk alpin skidåkare.
McFarlane tog silver i Super-G vid olympiska vinterspelen för ungdomar 2020 i Lausanne.